# HD 116706
HD 116706，又名BD+24 2578，SAO 82825、HR 5057，是一颗恒星，视星等为5.78，位于銀經11.48，銀緯81.73，其B1900.0坐标为赤經13h 20m 20.5s，赤緯+24° 81.73′ 32″。